# Уиннер, Майкл
Ро́берт Майкл Уи́ннер (англ. Robert Michael Winner, 30 октября 1935, Хампстед, Лондон — 21 января 2013, Кенсингтон, Лондон) — английский актёр, сценарист, продюсер, кинорежиссёр и авторитетный ресторанный критик.

## Биография
Майкл родился 30 октября 1935 года в Лондоне. В возрасте 14 лет написал свою первую колонку в газете «Kensington Post». Был редактором университетской газеты. С 1955 года вёл колонку в «Revue Glamour Showgirl». Параллельно Уиннер сотрудничал с журналом «New Musical Express». Во время работы журналистом познакомился с актёром Джеймсом Стюартом и Марлен Дитрих.
В 1957 году Майкл перешёл на работу в BBC. Он занял пост помощника режиссёра телевизионных программ и короткометражных фильмов. Уиннер писал сценарии, а позже начал самостоятельно ставить ленты. Дебют в качестве режиссёра — фильм о путешествии «Это Бельгия». В 1958 году Майкл написал сценарий для фильма Монтгомери Талли «Человек с ружьём». В следующем году работал помощником продюсера фильма «Плавающая крепость». В 1960 году по собственному сценарию снял свой первый игровой фильм «Огонь на поражение».
Все 1960-е годы Уиннер снимал на родине, а в 1971 году дебютировал в Голливуде. В 1971 году Майл поставил кинофильм «Ночные пришельцы» с Марлоном Брандо. С 1972 по 1974 год Уиннер срежиссировал сразу четыре фильма с Чарльзом Бронсоном в главной роли: «Земля Чато», «Механик», «Хладнокровный убийца», «Жажда смерти». Последняя лента стала самой большой удачей 39-летнего англичанина — она заслужила хорошую критику и собрала 22 000 000 $ в прокате.
Долгое время «Жажда смерти» оставалась главным успехом Уиннера. После череды не самых удачных лент режиссёр взялся за сиквел популярного фильма. «Жажда смерти 2» собрала хорошую кассу, однако критикой была встречена прохладно. В 1985 году Уиннер вновь сделал ставку на «Жажду смерти», но третья часть фильма не оправдала возложенных на неё надежд.
В 1990 году Уиннер снял комедию «В яблочко!» (в главных ролях Роджер Мур и Майкл Кейн). В 1993 году Майкл поставил
ленту «Грязный уикэнд», а 1998 — свой последний полнометражный фильм «Роковые выстрелы». В дальнейшем Уиннер снимал рекламные ролики и изредка появлялся в фильмах других режиссёров.

## Здоровье
В феврале 2003 года режиссёр попал в больницу из-за проблем с сердцем. В 2007 году Уиннер находился на грани смерти. Виной тому — инфекция Vulnificus Vibrio, которая попала в организм режиссёра через устрицу. В 2011 году Майкла доставили в больницу с серьёзным пищевым отравлением. Летом 2012 года у режиссёра обнаружили серьёзную болезнь печени. Врачи отмерили Уиннеру от 18 до 24 месяцев жизни, из-за чего он стал задумываться об эвтаназии в одной из швейцарских клиник. 21 января 2013 года Уиннер был обнаружен мёртвым в своём лондонском доме. Предположительно причиной смерти стал сердечный приступ.

## Личная жизнь
Майкл родился в благополучной еврейской семье, отец — выходец из Российской империи Джордж Джозеф Уиннер; он руководил крупной фирмой, благодаря чему семья не испытывала финансовых трудностей. После смерти отца в 1972 году мать режиссёра, Елена, проиграла всё его наследство в азартные игры, сумму в 8 миллионов стерлингов. (по некоторым оценкам более 8 миллионов фунтов стерлингов).
Майкл был единственным ребёнком в семье. По словам режиссёра, он никогда не хотел ни братьев, ни сестёр, ни собственной семьи. 19 сентября 2011 режиссёр женился на актрисе и балерине Джералдин Линтон, с которой познакомился ещё в 1957 году. До этого дня он никогда не состоял в браке и умер бездетным.

## Избранная фильмография
- 1971 — «Представитель закона»[англ.]
- 1971 — «Ночные пришельцы»
- 1972 — «Земля Чато»
- 1972 — «Механик»
- 1973 — «Скорпион»[англ.]
- 1974 — «Жажда смерти»
- 1976 — «Вон Тон Тон — собака, которая спасла Голливуд»
- 1977 — «Часовой»
- 1978 — «Вечный сон»
- 1979 — «Сила огня»
- 1981 — «Жажда смерти 2»
- 1983 — «Злодейка»
- 1984 — «Жажда смерти 3»
- 1988 — «Свидание со смертью»
- 1990 — «В яблочко!»
- 1993 — «Грязный уикенд»
- 1998 — «Роковые выстрелы»

## Интересные факты
- Уиннер был авторитетным ресторанным критиком и более 20 лет вёл тематическую колонку в «The Sunday Times».
- Считается, что в 2006 году Уиннер отказался от ордена Британской империи[6].
- Уиннер был дружен с актёрами Марлоном Брандо, Бертом Ланкастером, Чарлзом Бронсоном, Майклом Кейном, Джоном Клизом. В различное время он отказался от предложений стать постановщиком нескольких фильмов Бондианы, картин «Французский связной», «Расцвет мисс Джин Броди» и других[4].
- Писал сценарии под псевдонимом Арнольд Краст (Arnold Crust).